# Henri Dunaime
Henri Eugène Dunaime, né le 11 octobre 1855 à Charleville (Ardennes) et mort le 17 décembre 1926 à Revin (Ardennes), est un homme politique français.

## Biographie
Docteur en droit, il est député des Ardennes de 1893 à 1914 et de 1924 à 1926, siégeant au groupe de la Gauche radicale. Il était président du conseil d'administration des établissements métallurgiques Thomé-Génot à Nouzonville.

## Sources
- « Henri Dunaime », dans le Dictionnaire des parlementaires français (1889-1940), sous la direction de Jean Jolly, PUF, 1960 [détail de l’édition]